# Anaglymma afra
Anaglymma afra är en skalbaggsart som beskrevs av Lewis 1894. Anaglymma afra ingår i släktet Anaglymma och familjen stumpbaggar. Inga underarter finns listade i Catalogue of Life.